# IrcII
ircII е IRC клиент с отворен код за Unix.
С развитието на Unix базираните системи, се развиват и нови IRC клиенти. Най-известните от тях са EPIC, BitchX и ScrollZ. И трите са усъвършенствани варианти с повече възможности на ircII клиента.
В днешно време ircII отстъпва по възможности и външен вид на модерните IRC клиенти (например mIRC). Въпреки това, много хора смятат, че ircII е създал стандарти в тази област, които и днес са живи и се използват в този вид софтуер.